# Denuvo
Denuvo Anti-Tamper (Denuvo Antissabotagem, em tradução livre), ou Denuvo, é uma tecnologia de proteção contra engenharia reversa e quebra de gestão de direitos digitais (em inglês: DRM, acrônimo para Digital Rights Management) desenvolvida pela empresa austríaca Denuvo Software Solutions GmbH, uma empresa formada através do "management buyout" (MBO) da Sony DADC DigitalWorks. Ela também possui um anti-cheat.

## Tecnologia
Os primeiros relatórios sugeriram que o Denuvo Anti-Tamper "criptografa e descriptografa-se continuamente de modo que é impossível de quebrar." Denuvo afirmou que a tecnologia "não criptografa e descriptografa continuamente os dados na mídia de armazenamento. Fazer isso seria de nenhum benefício em termos de segurança ou de desempenho." A empresa não revelou como o Denuvo Anti-Tamper funciona. O grupo hacker Chinês 3DM alegou ter derrotado o Denuvo Anti-Tamper em 1 de dezembro de 2014. O grupo alegou que a tecnologia envolve um "máquina de criptografia 64 bits" que requer chaves criptográficas exclusivas para o hardware específico de cada sistema instalado.
Depois, no início de dezembro, o mesmo grupo lançou um crack para o videojogo Dragon Age: Inquisition, que usa Denuvo Anti-Tamper no software Origin da Electronic Arts. Mas isso demorou quase um mês, que é anormalmente longo para jogos de PC. Quando questionada, a Denuvo reconheceu que "todo jogo protegido é eventualmente crackeado". O site Ars Technica notou que a maioria das vendas de software legítimo dos principais jogos aconteceram dentro de 30 dias após o lançamento e portanto, editores poderiam considerar o Denuvo um sucesso se isso significava que um jogo levou muito mais tempo para ser crackeado.
Em janeiro de 2016, 3DM teria quase desistido de tentar crackear Just Cause 3, que é protegido com Denuvo, devido às dificuldades associadas com o processo. Eles também alertaram que, devido às atuais tendências em tecnologia de criptografia, em dois anos o crackeamento de softwares podem se tornar impossível. Thomas Goebl da Denuvo acredita que alguns lançamentos exclusivos para console poderiam ser lançados para PC graças à sua tecnologia. Foi anunciado que o 3DM iria parar todas as pesquisas com o Denuvo Anti-Tamper e parar de crackear todos os jogos single-player por um ano inteiro a partir de fevereiro de 2016, começar a depender de outros crackers e ver se as vendas aumentaram na China no final de um ano. Depois de alguns dias, a fundadora do 3DM, "Bird Sister", declarou que eles tinham uma solução para a mais recente versão do Denuvo usada em Just Cause 3, Rise of the Tomb Raider e FIFA 2016, dizendo que eles nunca desistiram. No entanto, os cracks não foram lançados oficialmente, em vez disso eles têm de ser obtidos por outros meios.
Em agosto de 2016, o cracker Voksi quebrou vários jogos usando a Denuvo. O lançamento dos cracks começou por Rise of the Tomb Raider e DOOM, porém acabou sendo combatida por uma atualização do Denuvo, mais tarde sendo lançados cracks oficiais pela equipe italiana CPY que desde então tem crackeado vários jogos que usaram a Tecnologia Denuvo .
Em Janeiro de 2017, a Denuvo viu sua tecnologia comprometida após a equipe Italiana CPY ter crackeado com sucesso a proteção de Resident Evil 7 em apenas 5 dias. Junto com a CPY, a STEAMPUNKS está crackeando jogos rapidamente da Denuvo, quebrando o que a Denuvo falou sobre a pirataria acabar em menos de dois anos, e em poucos meses já foi combatida.

## Controvérsia
Alguns consumidores alegam que o Denuvo Anti-Tamper reduz o tempo de vida das unidades de estado sólido (SSDs) escrevendo uma quantidade excessiva de dados para a unidade. Denuvo Software Solutions respondeu afirmando que "Denuvo Anti-Tamper não lê ou escreve nenhum dado constantemente em mídia de armazenamento".

## Lista de jogos protegidos
Jogos que são oficialmente reconhecidos por usar, ou supostamente usar, Denuvo Anti-Tamper:
| Nome                                  | Distribuidor                           | Desenvolvedor                                      | Data de lançamento |               |
| ------------------------------------- | -------------------------------------- | -------------------------------------------------- | ------------------ | ------------- |
| Legend of Mana (2021)                 | Square Enix                            | Square Enix, M2 Co., Ltd.                          | 2021-06-24         | [ 14 ]        |
| RESIDENT EVIL 3 Remake                | CAPCOM                                 | Capcom R&D Division 1                              | 2020-03-03         |               |
| Mortal Kombat 11                      | Warner Bros. Interactive Entertainment | NetherRealm Studios                                | 2019-04-23         |               |
| FIFA 15                               | Electronic Arts                        | EA Canada                                          | 2014-09-23         | [ 3 ] [ 15 ]  |
| Lords of the Fallen                   | CI Games                               | CI Games                                           | 2014-10-28         |               |
| Dragon Age: Inquisition               | Electronic Arts                        | BioWare                                            | 2014-11-18         | [ 16 ] [ 17 ] |
| Battlefield: Hardline                 | Electronic Arts                        | Visceral Games                                     | 2015-03-17         | [ 18 ]        |
| Batman: Arkham Knight                 | Warner Bros. Interactive Entertainment | Rocksteady Studios                                 | 2015-06-23         | [ 19 ]        |
| Mad Max                               | Warner Bros. Interactive Entertainment | Avalanche Studios                                  | 2015-09-01         | [ 20 ]        |
| Metal Gear Solid V: The Phantom Pain  | Konami                                 | Kojima Productions                                 | 2015-09-01         | [ 20 ]        |
| FIFA 16                               | Electronic Arts                        | EA Canada                                          | 2015-09-22         | [ 21 ]        |
| Anno 2205                             | Ubisoft                                | Blue Byte                                          | 2015-11-03         | [ 22 ] [ 23 ] |
| Star Wars Battlefront                 | Electronic Arts                        | EA DICE                                            | 2015-11-17         | [ 24 ]        |
| Just Cause 3                          | Square Enix                            | Avalanche Studios                                  | 2015-12-01         | [ 25 ]        |
| Rise of the Tomb Raider               | Square Enix                            | Crystal Dynamics                                   | 2016-01-28         | [ 26 ]        |
| Unravel                               | Electronic Arts                        | Coldwood Interactive                               | 2016-02-09         | [ 27 ]        |
| Plants vs. Zombies: Garden Warfare 2  | Electronic Arts                        | PopCap Games                                       | 2016-02-23         | [ 28 ]        |
| Far Cry Primal                        | Ubisoft                                | Ubisoft Montreal                                   | 2016-03-01         | [ 29 ]        |
| Hitman                                | Square Enix                            | IO Interactive                                     | 2016-03-11         | [ 30 ]        |
| Need for Speed                        | Electronic Arts                        | Ghost Games                                        | 2016-03-15         | [ 31 ]        |
| EVE: Gunjack                          | CCP Games                              | CCP Games                                          | 2016-03-28         | [ 32 ]        |
| ADR1FT                                | 505 Games                              | Three One Zero                                     | 2016-03-29         | [ 33 ]        |
| The Climb                             | Crytek                                 | Crytek                                             | 2016-04-28         | [ 34 ]        |
| DOOM                                  | Bethesda Softworks                     | id Software                                        | 2016-05-13         | [ 35 ]        |
| Homefront: The Revolution             | Deep Silver                            | Dambuster Studios                                  | 2016-05-17         |               |
| Total War: Warhammer                  | SEGA                                   | Creative Assembly                                  | 2016-05-24         |               |
| Mirror's Edge Catalyst                | Electronic Arts                        | EA Digital Illusions CE                            | 2016-06-07         | [ 36 ]        |
| Sherlock Holmes: The Devil's Daughter | BigBen Interactive                     | Frogwares                                          | 2016-06-10         |               |
| INSIDE                                | Playdead                               | Playdead                                           | 2016-07-07         |               |
| Deus Ex: Mankind Divided              | Eidos Montreal                         | Square Enix                                        | 2016-08-23         |               |
| GOD EATER 2 Rage Burst                | BANDAI NAMCO Studio , SHIFT ,QLOC      | BANDAI NAMCO Entertainment                         | 2016-08-29         |               |
| Planet Coaster                        | Frontier Developments                  | Frontier Developments                              | 2016-11-17         |               |
| Just Dance 2017                       | Ubisoft Paris                          | Ubisoft                                            | 2016-10-27         |               |
| Abzû                                  | 505 Games                              | Giant Squid Studios                                | 2016-08-02         |               |
| Fernbus Simulator                     | Aerosoft                               | GmbH TML-Studios                                   | 2016-08-25         |               |
| Champions of Anteria                  | Ubisoft                                | Ubisoft Blue Byte                                  | 2016-08-30         |               |
| WRC 6                                 | Bigben Interactive                     | Kylotonn                                           | 2016-10-14         |               |
| FIFA 17                               | Electronic Arts                        | EA Canada                                          | 2016-09-27         |               |
| Pro Evolution Soccer 2017             | Konami                                 | PES Productions                                    | 2016-09-13         |               |
| Battlefield 1                         | Electronic Arts                        | EA Digital Illusions CE                            | 2016-10-21         |               |
| Moto Racer 4                          | Microïds                               | Artefacts Studio                                   | 2016-11-03         |               |
| Dishonored 2                          | Bethesda Softworks                     | Arkane Studios                                     | 2016-11-11         |               |
| Yesterday Origins                     | Microïds                               | Pendulo Studios                                    | 2016-11-10         |               |
| Watch Dogs 2                          | Ubisoft                                | Ubisoft Montreal                                   | 2016-11-29         |               |
| Steep                                 | Ubisoft                                | Ubisoft Annecy                                     | 2016-12-2          |               |
| Tales of Berseria                     | BANDAI NAMCO                           | BANDAI NAMCO Entertainment                         | 2017-01-26         |               |
| Resident Evil 7: Biohazard            | Capcom                                 | Capcom                                             | 2017-01-24         |               |
| Conan Exiles                          | Funcom                                 | Funcom                                             | 2017-01-31         |               |
| for Honor                             | Ubisoft                                | Ubisoft Montreal                                   | 2017-02-14         |               |
| Sniper Elite 4                        | Rebellion Developments                 | Rebellion Developments                             | 2017-02-14         |               |
| Tom Clancy's Ghost Recon wildlands    | Ubisoft                                | Ubisoft Montreal                                   | 2017-03-07         |               |
| 2Dark                                 | BigBen Interactive                     | Gloomywood                                         | 2017-03-10         |               |
| Dead Rising 4                         | Capcom                                 | Capcom Vancouver                                   | 2017-03-14         |               |
| Nier: Automata                        | Square Enix                            | Square Enix                                        | 2017-03-17         |               |
| Mass Effect: Andromeda                | Electronic Arts                        | BioWare                                            | 2017-03-21         |               |
| Sniper: Ghost Warrior 3               | CI Games                               | CI Games                                           | 2017-04-04         |               |
| Bulletstorm: Full Clip Edition        | Gearbox Publishing                     | People Can Fly                                     | 2017-04-07         |               |
| Syberia lll                           | Mïcroids                               | Mïcroids                                           | 2017-04-20         |               |
| Warhammer 40,000: Dawn of War III     | Sega                                   | Relic Entertainment                                | 2017-04-27         |               |
| Prey                                  | Bethesda Softworks                     | Arkane Studios                                     | 2017-05-04         |               |
| Constructor (2017)                    | System 3                               | System 3                                           | 2017-05-26         |               |
| RiME                                  | Grey Box                               | Tequila Works, QLOC                                | 2017-05-26         |               |
| Tekken 7                              | Bandai Namco Entertainment             | Bandai Namco Studios                               | 2017-06-02         |               |
| Hunting Simulator                     | Bigben Interactive                     | Neopica                                            | 2017-06-09         |               |
| South Park: The Fractured but Whole   | Ubisoft                                | South Park Digital Studios                         | 2017-10-17         |               |
| Agents of Mayhem                      | Deep Silver                            | Deep Silver Volition                               | 2017-08-15         |               |
| Sonic Mania                           | SEGA                                   | Christian Whitehead , Headcannon, PagodaWest Games | 2017-08-29         |               |
| Pro Evolution Soccer 2018             | KONAMI                                 | PES Productions                                    | 2017-09-13         |               |
| Marvel vs. Capcom: Infinite           | Capcom                                 | Capcom                                             | 2017-09-19         |               |
| WRC 7                                 | Bigben Interactive                     | Kylotonn Racing Games                              | 2017-09-15         |               |
| Total War: Warhammer ll               | SEGA                                   | Creative Assembly                                  | 2017-09-27         |               |
| FIFA 18                               | Electronic Arts                        | EA Canada                                          | 2017-09-28         |               |
| Assassin's Creed Origins              | Ubisoft                                | Ubisoft Montreal                                   | 2017-10-27         |               |
| Middle-Earth: Shadow of War           | Warner Bros. Interactive Entertainment | Monolith Productions                               | 2017-10-09         |               |
| Sonic Forces                          | SEGA                                   | Sonic Team                                         | 2017-11-7          |               |
| Football Manager 2018                 | SEGA                                   | Sports Interactive                                 | 2017-11-10         |               |
| Star Wars Battlefront II              | Electronic Arts                        | EA DICE                                            | 2017-11-17         |               |
| Bus Simulator 18                      | Astragon Entertainment GmbH            | Stillalive Studios                                 | 2018-05-13         |               |
| Shenmue I & II                        | SEGA                                   | D3T                                                | 2018-08-21         |               |
| DRAGON BALL FighterZ                  | BANDAI NAMCO                           | BANDAI                                             | 2018-01-26         |               |
| Pro Evolution Soccer 2019             | KONAMI                                 | PES Productions                                    | 2018-08-28         |               |
| Two Point Hospital                    | SEGA                                   | Two Point Studios                                  | 2018-08-30         |               |
| Sonic Superstars                      | SEGA                                   | Arzest                                             | 2023-10-17         |               |
| Sonic Frontiers                       | SEGA                                   | Sonic Team                                         | 2022-11-8          |               |
| Hogwarts Legacy                       | Warner Bros. Games                     | Avalanche Software                                 | 2023-02-10         |               |